# Anemone lipsiensis
Anemone lipsiensis là một loài thực vật có hoa trong họ Mao lương. Loài này được Beck mô tả khoa học đầu tiên năm 1890.